# 16105 Marksaunders
16105 Marksaunders este un asteroid din centura principală de asteroizi.

## Descriere
16105 Marksaunders este un asteroid din centura principală de asteroizi. A fost descoperit pe 14 noiembrie 1999 la Stația Anderson Mesa în cadrul programului LONEOS. Asteroidul prezintă o orbită caracterizată de o semiaxă mare de 3,06 ua, o excentricitate de 0,13 și o înclinație de 10,6° în raport cu ecliptica.